# ستاين بودهولت نيلسن
ستاين بودهولت نيلسن (بالدنماركية: Stine Bodholt Nielsen)‏ مواليد 8 نوفمبر 1989، هي لاعبة كرة يد دانمركية تلعب كمحور. مثلت منتخب الدنمارك لكرة اليد للسيدات.

## سجل المنافسة
شاركت في البطولات التالية:
- بطولة العالم لكرة اليد للسيدات 2015
- بطولة أوروبا لكرة اليد للسيدات 2016

## روابط خارجية
- ستاين بودهولت نيلسن على موقع الاتحاد الأوروبي لكرة اليد (الإنجليزية)